# Werner Otto (fotbollsspelare)
Werner Otto, född 3 januari 1929, är en tysk före detta fotbollsspelare.

## Fotbollskarriär

### Klubblagskarriär
Otto spelade hela sin karriär för 1. FC Saarbrücken. Med klubben nådde han finalen i det tyska mästerskapet 1952, där Saarbrücken spelade mot VfB Stuttgart. Otto har beskrivits som en levande legend i Saarland och har berömts för sin hängivenhet till den enda klubb han spelade för.

### Landslagskarriär
Otto spelade därtill 6 A-landskamper för Saarland. Han gjorde ett mål för landslaget, mot Norge i kvalet till VM 1954.